# Kristin Bohm
Kristin Bohm (* 19. Dezember 1989 in Potsdam) ist eine ehemalige deutsche Schauspielerin.

## Leben
Bohm spielte von Anfang Dezember 2001 bis Mitte November 2004 die Hauptrolle der Sylvia Ziethen in der Kinder- und Jugendserie Schloss Einstein. 2011 machte sie ihr Abitur an der Maxim-Gorki-Gesamtschule Kleinmachnow.